# ピラゾリジン
ピラゾリジン（英: Pyrazolidine）は、飽和五員環の隣り合った位置に二つの窒素原子を持つ複素環式化合物。ピラゾリジン誘導体には解熱鎮痛剤として使われたフェニルブタゾンや、抗痛風薬として使われたスルフィンピラゾンなどが知られている。

## 合成
1,3-ジクロロプロパンまたは1,3-ジブロモプロパンに、ヒドラジンを加えて環化することにより得られる。
{\displaystyle \mathrm {Br{-}(CH_{2})_{3}{-}Br\ +\ N_{2}H_{4}\ {\xrightarrow {\Delta T}}\ C_{3}H_{8}N_{2}\ +\ 2HBr} }

## 性質
融点は10-12℃、沸点は138℃。常温では液体で、空気中では安定しているが吸湿性がある。

## 類似の化合物
ピラゾリジンのアナログには、五員環中に二重結合を一つ持つピラゾリン、二重結合を二つ持つピラゾール、飽和五員環の1位と3位に窒素原子を持つイミダゾリジン、飽和五員環に一つの窒素原子を持つピロリジンがある。